# Jaroslav Barták (matematik)
Jaroslav Barták (5. února 1923, Praha – 1986) byl český matematik a pedagog.

## Život
Absolvoval žižkovské klasické gymnázium a v roce 1942 vykonal zkoušky z angličtiny a němčiny a vyučoval pak nejprve v jazykové škole a poté na učňovské škole na Kladně. Dálkově pak studoval práva a v roce 1949 byl promován doktorem práv. Při zaměstnání v dalších letech absolvoval v roce 1957 Vyšší pedagogickou školu. a v roce 1962 se stal promovaným matematikem. V letech 1962–65 učil na střední škole pro pracující a v letech 1965–72 na gymnáziu na Kladně. V roce 1972 přešel do Krajského pedagogického ústavu pro středočeský kraj, kde byl vedoucím kabinetu matematiky.
Barták byl autorem mnoha učebnic a metodických textů z matematiky pro učňovské školství. Podílel se na přípravě televizního pořadu Matematika převážně vážně. Patnáct let byl členem Smyčcového kvarteta při závodním klubu SONP KLadno, jako zpěvák působil v Armádním uměleckém souboru Víta Nejedlého.
Zemřel roku 1986. Byl zpopelněn a pohřben na Vinohradském hřbitově.